# 加藤羆
加藤 羆（かとう ひぐま、生年不詳～慶応3年6月23日（1867年7月24日））は、新選組隊士。
1866年9月12日の三条制札事件に参加。褒賞金として矢口謙助と同じ、金7両3分を受け取っている。
1867年6月10日の幕府召抱えでは平同士として名を連ねる。同年6月22日に武田観柳斎が暗殺されると、隊を脱走。翌日23日に屯所にて切腹させられたという（異説あり）。光縁寺に墓碑がある。